# علم البيئة السريري
علم البيئة السريرية
علم البيئة الإكلينيكي هو الاسم الذي أطلقه المؤيدون في الستينيات على ادعاء أن التعرض لمستويات منخفضة من بعض العوامل الكيميائية يضر الأشخاص المعرضين، مما يتسبب في حساسية كيميائية متعددة واضطرابات أخرى. علماء البيئة السريرية هم الأشخاص الذين يدعمون ويعززون هذا الفرع من الطب التقليدي.  غالبًا ما يكون لديهم خلفية في مجال الحساسية أو طب الأنف والأذن والحنجرة، والنهج النظري مشتق جزئيًا من المفاهيم الكلاسيكية لاستجابات الحساسية، التي تم التعبير عنها لأول مرة بواسط
يدعم علماء البيئة السريرية علاقات السبب والنتيجة للأعراض غير المحددة التي أبلغ عنها بعض الأشخاص بعد التعرض بجرعات منخفضة للعوامل الكيميائية أو البيولوجية أو الفيزيائية. هذا النمط من تفاعل الجرعات المنخفضة غير مقبول بشكل عام من قبل علماء السموم.  على الرغم من أن بعض المجتمع الطبي السائد يواصل رفض هذه الادعاءات، فإن المفهوم يكتسب بعض الاعتراف تحت التصنيف الحديث والأكثر وضوحًا للطب البيئي.  
التدريب والمؤهلات
علم البيئة السريرية" هو نهج بيئي يتوافق مع ممارسة الطب الشمولي. لا يستخدم الممارسون بهذا التوجه مصطلح "إيكولوجي إكلينيكي"، على الرغم من أن أولئك الذين يعارضون نهج الطب التكميلي للمرض لا يزالون يستخدمونه في الغالب. على عكس المصطلحات مثل الطبيب أو الممرضة، لا يخضع مصطلح عالم البيئة السريري للتنظيم القانوني في أي ولاية قضائية، مما يعني أنه يمكن لأي شخص أن يدعي قانونًا أنه عالم بييئة سريرية. إذا رغبت في ذلك، فقد يحصلون على شهادة خارجة عن القانون أو عضوية من المنظمة الأمريكية غير المنظمة الخاصة للطب البيئي غير المنظمة عند دفع رسوم
العديد من علماء البيئة السريرية هم متخصصون في الرعاية الصحية مرخصون تقليديًا ويحملون شهادات طبية تقليدية متقدمة. قد يكون لدى الآخرين تدريب بديل أكثر. 
التاريخ
نشر Randolph عددًا من الكتب لتعزيز البيئة الإكلينيكية والطب البيئي، بما في ذلك:
في عام 1965 ، أسس راندولف جمعية الإيكولوجيا الإكلينيكية كمنظمة لترويج نظرياته بناءً على أعراض مرضاه، والمعروفة باسم الحساسيات الكيميائية المتعددة (MCS).
3خلال 1980s تم رفض الحركة من قبل بعض المنظمات الطبية والقضاة،  ورفضت شركات التأمين الصحي في كثير من الأحيان دفع فواتيرهم. تم تغيير اسم الجمعية من جمعية الإيكولوجيا الإكلينيكية، وفقًا لخصومها، من أجل الهروب من سمعتها السيئة.
على الرغم من الارتباك في المؤسسة الطبية التقليدية فيما يتعلق بتصنيف وعلاج MCS ، فقد حققت MCS مصداقية في مطالبات تعويض العمال والمسؤولية التقصيرية والإجراءات التنظيمية. يتضمن التحديد البراغماتي لـ MCS أربعة عناصر: (1) تكتسب المتلازمة بعد التعرض البيئي الموثق الذي قد تسبب في دليل موضوعي على الآثار الصحية؛ (2) يمكن الرجوع إلى الأعراض على العديد من أجهزة الأعضاء وتختلف بشكل متوقع استجابة للمنبهات البيئية؛ (3) تحدث الأعراض فيما يتعلق بمستويات المواد الكيميائية القابلة للقياس، لكن المستويات أقل من المعروف أنها تضر بالصحة؛ و (4) لا يمكن العثور على دليل موضوعي على تلف الأعضاء.
الجدل
انتقد علماء راندولف نظريات راندولف حول الآثار الكيميائية. تعارض تفسيره الأوسع لـ «الحساسية» إلى ما هو أبعد من الأجسام المضادة IgE في الحساسية الحقيقية مع الحساسية التقليدية في عصره. بالطبع، لم يزعم راندولف أن الحساسيات البيئية كانت «حساسية حقيقية» بوساطة IgE ، زاعمًا أن هذه النقطة الدقيقة ليست ذات صلة بالأشخاص الذين يعانون من حساسيات غير حساسية. حرب العشب التي خاضها أخصائيو الحساسية وخبراء الدفاع خلال تلك السنوات أصبحت أقل أهمية اليوم من ذي قبل. أثبتت العديد من ورش العمل التابعة للأكاديمية الوطنية للعلوم ومجالس الأبحاث المتعلقة بمتلازمة حرب الخليج، التأثير الفردي المنخفض للتعرض الكيميائي للأفراد الحساسين. 
لم البيئة السريرية ليس تخصص طبي معترف به.  تم انتقاد الممارسين لخداع المرضى العقليين والمرضى الذين يعتقدون أنهم حساسون كيميائيًا.  اتهم منتقدو الإيكولوجيا الإكلينيكية في القرن العشرين أن الحساسية الكيميائية المتعددة (MCS) لم يتم تحديدها بوضوح قط، ولم يتم اقتراح آلية معقولة علمياً لها، ولم يتم إثبات أي اختبارات تشخيصية، ولم يتم إثبات حالة واحدة علمياً. لم يتم العثور على الدراسات التي أجريت بشكل جيد والتي تؤسس نظريات وممارسات علم البيئة الإكلينيكية في مراجعات الأدلة التي تدعم ممارساتها من قبل الجمعية الطبية الأمريكية في عام 1992،  الكلية الأمريكية للأطباء في عام 1989،  جمعية الطب النفسي الكندية، الجمعية الدولية للسموم التنظيمية وعلم الأدوية في عام 1993،  الأكاديمية الأمريكية للحساسية والربو والمناعة،  ومؤخرا من قبل الكلية الأمريكية للطب المهني والبيئي في عام 1999.
تطوير الأغذية المعدلة وراثيًا وزيادة استخدام مبيدات الأعشاب في المحاصيل الغذائية إلى زيادة الاهتمام بمنطقة الحساسيات البيئية. نما الجدل المستقطب بين مؤيدي التكنولوجيا الزراعية الجديدة الذين يصفون أنفسهم بأنهم علماء عقلانيون ومعارضون على أنهم مذعورين جاهلين. من ناحية أخرى، يصف الخصوم الداعمين بأنهم دعاة صناعة عقائديون وأنفسهم كمفكرين ناقدين وبيئيين. تدعي كلتا المجموعتين أنها رأي الأغلبية، على الرغم من أن الإجماع الوحيد الذي له وزن هو داخل المنظمات الحكومية التي تحكم السلامة. القضية هي العلم غير الصناعي الذي يميز مبيدات الأعشاب والمبيدات المعدلة وراثيا لمحاصيل الكائنات المعدلة وراثيا كمثبطات للغدد الصماء. يؤدي هذا الاضطراب أيضًا إلى استجابات نظام المناعة الذاتية بما يتفق مع تلك التي لاحظها علماء البيئة السريرية.